# Departamento do Trabalho da Sé Apostólica
O Departamento do Trabalho da Sé Apostólica (Officii Laboris apud Sedem Apostolicam) é um organismo da Cúria Romana instituído em 1 de janeiro de 1989 pelo Papa João Paulo II, com o Motu Proprio Nel primo anniversario. Em 1994, com o Motu Proprio  La sollecitudine, o Papa aprovou os Estatutos, tirando a instituição do estado de ad experimentum, no qual foi fundada em 1989.
Posteriormente, com o Motu Proprio datado em 7 de julho de 2009, o Papa Bento XVI aprovou os novos estatutos.
Este organismo se dirige a todas as formas e aplicações do trabalho prestado à Cúria Romana, ao Estado do Vaticano, à Rádio Vaticano e a outras agências sob administração da Santa Sé.
É formado por um Presidente, um Conselho, uma direção e uma Junta de Conciliação e Arbitragem.

## Presidentes
|             | Nome                                | Período     | Notas              |
| Presidentes | Presidentes                         | Presidentes | Presidentes        |
| ----------- | ----------------------------------- | ----------- | ------------------ |
| 6º          | Marco Sprizzi                       | 2025-       | Atual              |
| 5º          | Giuseppe Sciacca                    | 2022-2025   | Presidente emérito |
| 4º          | Alejandro Wilfredo Bunge            | 2020-2022   | Presidente emérito |
| 3º          | Giorgio Corbellini                  | 2009-2019   |                    |
| 2º          | Francesco Cardeal Marchisano        | 2005-2009   |                    |
| 1º          | Jan Pieter Cardeal Schotte, C.M.C.M | 1989-2005   |                    |